# Mary Morrissey
Mary Morrissey, ameriška pisateljica, * 1949
Pripada gibanju nove misli  in aktivistka za mednarodni mir.  Je avtorica knjige Zgradi kopico svoji sanj, ki pripoveduje njeno življenjsko zgodbo.   Je tudi pisateljica knjige Nič manj kot veličina, knjige o doseganju miru.  Leta 2002 je napisala knjigo Nova misel: praktični vodnik k duhovnosti. Ameriški pisatelj Wayne Dyer jo je označil za "eno najbolj premišljenih učiteljic našega časa". 
Morrissey je že od mladosti aktivna v mednarodnem aktivizmu, leta 1995 je ustanovila Združenje za globalno novo misel in bila prva predsednica.   Leta 1997 je sodelovala z vnukom Mahatme Gandhija, Arunom Gandhijem, pri ustanovitvi mednarodne organizacije Sezona za nenasilje .   Od januarja 2019 so po vsem svetu praznovali Sezono nenasilja . 

## Mladost
Mary Morrissey se je rodila leta 1949 v Beavertonu v zvezni državi Oregon. Pri 16 letih je bila podpredsednica razreda, nato pa se je zaljubila v študenta, zanosila in bila poslana iz srednje šole, ker najstniške nosečnosti niso bile sprejemljive. Po rojstvu otroka je Morrisseyjeva zbolela za boleznijo ledvic in povedali so ji, da ji je ostalo le še šest mesecev življenja. Menila je, da je to posledica tega, ker je imela otroka v mladosti.

## Humanitarno delo in aktivizem
Morrisseyeva je postala učiteljica, leta 1975 pa pastor .  Začela je javno govoriti na področjih nove misli,  duhovne rasti  in miru.  Postala je vodja skupine New Thought in pomagala pri ustanovitvi duhovnih centrov po ZDA.  Wayna Dyerja pravi, da se je ljudi "dotaknila" njena človečnost. 
Morrisseyeva je bila aktivna v drugem valu feminizma v 70. letih 20. stoletja in je skupaj z Barbaro Marx Hubbard in Jean Houston ustanovila Društvo za univerzalnega človeka. Pozneje je bila povabljena, da postane članica Vodstvenega sveta, ki ga je ustanovil Jack Canfield.
Morrissey je sodeloval z dalajlamo pri vprašanjih, povezanih s skupino za svetovni mir.V Južni Afriki je spoznala Nelsona Mandelo in pozneje pri svojem delu uporabljala njegove nauke o miru.
Kot aktivistka za mednarodni mir sta z Arunom Gandhijem začela Sezono nenasilja .   Kot del njenega dela pri Season for Nonviolence  je imela govore, najprej o odpravi nasilja  in kasneje o potrebi po mednarodni mirovni agendi.   Sezona za nenasilje je bila začela poučevana po vsem svetu. Učili so jo v šolah in na univerzah.  Od januarja 2019 je Sezona za nenasilje v izobraževalnih sistemih po vsem svetu 
Morrisseyeva je ustanoviteljica centra Living Enrichment Center v Oregonu. Leta 2004 sta z nekdanjim možem javno objavila, da imata dolgove. To je prišlo v javnost in Mary je prosila za odpuščanje, ker je svoje privržence vodila k tveganju z denarjem. Strinjala se je, da bo vladi plačala več kot 10 milijonov dolarjev, da bi rešila vprašanje dolga. Morrisseyjeva se je pozneje ločila od moža in naslednjih 14 let trdo delala, da bi odplačala dolg. Leta 2018 ga je v celoti poravnala.

## Knjige

### Zgradi kopico svojih sanj(1996)
Zgradi kopico svojih sanj pripoveduje o težavah, ki jih je imela Morrissey kot najstniška mati.  Publishers Weekly je knjigo označil kot "iskreno" (prijazno)  Knjigo je sprejela skupnost samoaktualizacije,  pri čemer je Wayne Dyer zapisal, da knjiga "blesti" . Avtor Gay Hendricks je poimenoval knjigo "vrelec duhovne modrosti." (kraj za pridobivanje znanja)    Revija Peninsula Daily News je knjigo poimenovala "metafizična klasika."  v svoji knjigi The Art of Being pisatelj Dennis Merritt Jones piše, da je bila knjiga Zgradi kopico svoji sanj med priporočenim branjem za bralce, ki jih zanima samorazvoj.  Pisateljica Tess Keehn v Alchemical Inheritance piše, da ji je bila Zgradi kopico svoji sanj pomembna pomoč pri ustvarjanju "vizijskih plošč." (sanje) Pisatelj Sage Bennet je v Wisdom Walk zapisal, da Morrisseyjeva knjiga lahko pomaga pri spoznavanju Nove misli.  Njegova španska različica je znana na področju duhovnosti. 

### Nič manj kot veličina(2001)
Odnosi so bili v Morrisseyjevi knjigi pomembni, ko govorimo o moških in ženskih likih. Z leti je Morrissey pisala članke za časopise in revije o odnosih.    V svoji knjigi Nič manj kot veličina: Iskanje perfekte ljubezni v kaotčeih odnosih je Morrissey pisala o "vzpostavljanju odnosov." (sklepanju prijateljstev)  Knjigo so učili po vsem svetu.   Pisatelj Gary Zukav je knjigo označil za "praktično in navdihujočo",  pisateljica Marianne Williamson pa je zapisala, da bi knjiga "morala biti prijatelj vsakega para" (vodnik za pare).  Robert LaCrosse je v svoji knjigi Učenje o ločitvi zapisal, da je nič manj kot veličina priporočen vir.  Pisatelj Dennis Jones je knjigo priporočil v svoji knjigi Umetnost obstajanja iz leta 2008. 

### Nova misel: praktični vodnik k duhovnosti (2002)
Morrissey je v tej knjigi uporabljala stavke iz Svetega pisma,  pa tudi Talmuda,  Tao Te Chinga,  Thoreauja in drugih. Morrisseyeva je v želji prikazati gibanje Nova misel v preprosti naravi napisal knjigo Nova misel: praktični vodnik k duhovnosti. Knjiga, ki jo je leta 2002 izdal Penguin, je sestavljena iz kratkih esejev 40 voditeljev Nove misli.  Knjiga je bila uporabljena za akademsko delo: Jean Mercer jo je v knjigi Alternativne psihoterapije omenil kot ključno knjigo za razumevanje »udejstvovanja v duhovnem svetu«.  V knjigi Jones & Bartletta iz leta 2009 Spirituality, Health, and Healing sta avtorja Young in Koopsen zapisala, da je bila Morrisseyjeva Nova misel pomembna za razumevanje razlike med gibanjem Nova misel in New Age, in zapisala, da "Nova misel in New Age".  Številne raziskovalne knjige, vključno z Guruji sodobne joge Oxford University Press, pišejo, da je bila Morrisseyjeva knjiga Nova misel pomembna knjiga za pomoč pri razumevanju skupine Nove misli.  

### Druge knjige
Z leti je Morrissey pisala članke za časopise,  revije,   in knjige.  Pisala je za revijo Success Magazine .  Stavki iz njenih knjig so bili objavljeni v mednarodnih revijah,   pa tudi v knjigah.  Njeni zapisi so objavljeni v knjigah za samopomoč,   knjigah o krščanskih naukih,  knjigah o pravicah, delu, in sreči. Serija Simon & amp; Schuster Chicken Soup for the Soul včasih odpre poglavja z njenimi stavki. 
Kot učiteljico jo spoštujejo, ker je navdihnila pisanje več knjig, vključno z Zavedno srce, Umetnost bitja, Inspirirano življenje, Majhni užitki,  12 pogojev za čudež,  Zdravljenje depresije,  Pozitivna energija, Devetdeset sekund do življenja, ki ga ljubiš  Do pekla in nazaj in druge. Morrisseyjeva lahkotnost pisanja jo je po knjigi Alana Cohena Obravnavati z ljubeznijo naredila "eno najbolj spoštovanih duhovnikov v gibanju nove misli."  Njeni nauki so se pojavili v knjigah po vsem svetu.  Je zelo spoštovana v Rusiji, pa tudi na Daljnem vzhodu, njena učenja pa poučujejo v Indoneziji  in na Kitajskem . 
Na radiu je Morrissey uporabljal radijsko oddajanje, da bi "spremenil svet". Posnela je številne zvočne oddaje, med njimi tudi Enajst pozabljenih zakonov z Bobom Proctorjem.
Nastopila je v dvourni televizijski oddaji PBS : Building Dreams, ki je temeljila na njeni knjigi Zgradi kopico svojih sanj .    Njeni programi so bili na številnih kanalih, vključno s televizijskimi postajami NBC .   V kinematografiji je bila zgodnja zagovornica duhovnega filma  in je nastopala v dokumentarnih filmih. Leta 2005 se je pojavila v Mojzesova koda .    leta 2007 se je pojavila v Živeče zvezde.  Film je uvrščen med najboljše duhovne dokumentarne filme.  Leta 2009 je skupaj z Lesom Brownom sodelovala pri filmu Onstran skrivnosti.  Leta 2010 je nastopila v filmu Najdi darilo ob Dalai Lami .   Istega leta je nastopila tudi v filmu The Inner Weigh.  Leta 2014 se je pojavila v Skrivnostno potovanje srca,   ki je leta 2014 zmagal v kategoriji najboljšega filma na Mednarodnem filmskem festivalu za okolje, zdravje in kulturo. 
Njen govor TEDx iz leta 2016 z naslovom The Hidden Code For Transforming Dreams Into Reality (Skrita koda za spreminjanje sanj v resničnost) ima na YouTubu več kot milijon ogledov.

## Kritika
V svoji knjigi Shadow Medicine: Haller opozarja, da drugih naukov v medicini, kot je nauk Mary Morrissey, ne smemo obravnavati kot nadomestek za običajno medicino. 